# Apúkhtino
Apúkhtino (en rus: Апухтино) és un poble de l'óblast de Lípetsk, a Rússia, que en el cens del 2010 tenia 11 habitants. Pertany al districte rural de Terbuní.